# 玄田有史
玄田 有史（げんだ ゆうじ、1964年（昭和39年） - ）は、日本の経済学者、東京大学教授。専攻は労働経済学。島根県出身。

## 略歴
1964年島根県生まれ。島根県立松江南高等学校卒業。1988年に東京大学経済学部を卒業した後同大学院に進学するが、第II種博士課程を4年で退学し、学習院大学経済学部専任講師に就任。その後、同大学の助教授、教授、および東京大学社会科学研究所助教授を経て、2007年より東京大学社会科学研究所教授。2002年には大阪大学より経済学の博士号を取得した。2021年度より2023年度まで東京大学社会科学研究所長。2022年春、紫綬褒章受章。2024年度より東京大学副学長。

## 研究歴
- 2001年に出版した、中高年層の雇用（既得権益とみなす）を守るために若年層の雇用を抑制する日本の民間企業の現状を分析した経済評論『仕事のなかの曖昧な不安　揺れる若年の現在』（中央公論新社）によりサントリー学芸賞及び日経・経済図書文化賞を受賞[5]。
- 2004年に出版した『ニート―フリーターでもなく失業者でもなく』（幻冬舎）が契機となり「ニート」（若年無業者）の存在が広く知られるようになったと自ら語っている[6]。
- 2005年より東京大学社会科学研究所の全所的プロジェクトである「希望学」（希望の社会科学）研究のリーダーとして活動。宇野重規、中村尚史、橘川武郎、中村圭介らと岩手県釜石市や福井県における地域調査などを実施した[7]。
- 2010年よりサントリー学芸賞社会・風俗部門選考委員[8]。東日本大震災後は、東日本大震災復興構想会議検討部会専門委員などを務めた[9]。
- 2012年には、労働市場の「置換効果」および「世代効果」の発見、さらには日本における雇用の創出・消失の研究業績に対し、日本経済学会・石川賞が与えられた[10]。
- 2012年には、ふだんずっと一人でいるか、家族としか一緒にいることのないという生活を送る20〜59歳の未婚無業者（通学中を除く）を「スネップ」（SNEP、孤立無業者）と定義し、その実態把握と対策の必要性を主張している[11]。2013年には、それらの実態をまとめた書『孤立無業（SNEP）』（日本経済新聞出版社）を刊行した。SNEP（スネップ）は、ユーキャン新語・流行語大賞の2013年ノミネート語の一つに選ばれた[12]。
- 2016年からは、定義も曖昧で職場での呼称にすぎない「正規・非正規」の雇用区分に代わり、客観的で法規範も明確な「有期・無期」の雇用契約期間を中心とした雇用問題の議論や政策の重要性を主張している。その上で、自分の契約期間が「わからない」という雇用者の解消が必要としている[13][14]。
- 2017年に編著として出版した『人手不足なのになぜ賃金が上がらないのか』は、日本経済新聞にて「エコノミストが選ぶ経済図書ベスト10」の第1位に選ばれた[15]。
- 2020年の新型コロナウィルス感染症の拡大以降は、女性や高齢者を中心に、感染を恐れて働くことを断念した「働き止め」の人々が急増したことを指摘した[16]。
- 小ネタが尽きない限り、地域は持続するという、KNT（コネタ）理論を提唱している[17]。

### 批判
玄田の言説を疑問視・批判する声が少なからず存在する。玄田のかつての同僚で、彼が座長を務めた『青少年の就労に関する研究会』の委員だった本田由紀は、玄田がニートを「就業希望を示しながら求職活動をしていない人々」および「就業自体を希望していない若者」などと分類し定義したことについて、「そもそも若者の労働市場におけるポストがないのが問題なのに、ニートという新しい概念を説明する際に“消極的である”とか“意欲がない”といった、個人の内面のあり方で説明されてきたことは問題だった」と指摘した。
近年、マスメディアやインターネット上で展開されるようになった「ニート」への批判についても、玄田がその原因を作ったとする見方がある。自著やウェブサイトなどで玄田を批判し続けてきた評論家の後藤和智は、他の労働・経済学者が従来より指摘していた若年層の問題を、玄田が社会的排除などの要素を除いて独自理論を立て、心理面を重視した“日本型ニート”に置き換えた張本人であるとしており、「ニートバッシングに直接荷担したわけではないにせよ、彼の言説は少なくともバッシングする側と同様に『ニート』というものを現代の若年層に見られる特有のものとして捉えている」と批判した。また、引きこもり経験者で、「ひきこもり名人」を自称して講演や執筆活動をしている勝山実は、玄田が「スネップ」（孤立無業者）という新語を生み出したことについて、「ニートバッシングの生みの親、玄田有史が新たな偏見差別用語を開発した」などと不快感を示している。
こうしたレッテル貼りの張本人と扱われてきたことについて玄田は、「確かにニートの本を出した時、そういう若者にレッテルを貼って差別や偏見を助長したとメディアや評論家などからバッシングを受けてきた。でも僕は全然後悔していない。差別につながると言われても、『そういう受け取り方があるんだな』と。そもそも彼らは差別されるような存在でもないし、ニートという言葉を使って、誰かを差別しようとかバカにしようとか偏見をもたらそうとか思ったことはこれっぽっちもない。僕はそんな思いで研究をやっていない」と反論している。今後についても、「僕は彼らのことが見えてしまった以上、無視しちゃいけないと思うからニートやスネップを一所懸命研究している」「（ハンセン病に喩え）差別につながる恐れがあるから触れない方がいい、というふうになったらその病気は永遠に治療されないし、差別されたままになる。そしたらその人たちは永遠に救われない。だから、やるんです」などと述べている。

## 著書

### 単著
- 『仕事のなかの曖昧な不安――揺れる若年の現在』（中央公論新社, 2001年／中公文庫, 2005年）
- 『ジョブ・クリエイション』（日本経済新聞社, 2004年）
- 『14歳からの仕事道』（理論社, 2005年）『増補改訂 14歳からの仕事道』（イースト・プレス, 2011年）
- 『働く過剰-大人のための若者読本』（NTT出版, 2005年）
- A Nagging Sense of Job Insecurity – The New Reality Facing Japanese Youth, LTCB International Library Trust, International House of Japan, 2005.
- 『希望のつくり方』（岩波新書, 2010年）
- 『人間に格はない－石川経夫と2000年代の労働市場』（ミネルヴァ書房, 2010年）
- 『孤立無業（SNEP）』（日本経済新聞出版社, 2013年）
- 『危機と雇用―災害の労働経済学』（岩波書店, 2015年）
- 『雇用は契約―雰囲気に負けない働き方』（筑摩選書, 2018年）
- Solitary Non-Employed Persons – Empirical Research on Hikikomori in Japan, Springer, 2019.

### 共著
- （本間正明・金子郁容・山内直人・大沢真知子）『コミュニティビジネスの時代――NPOが変える産業、社会、そして個人』（岩波書店, 2003年）
- （曲沼美恵）『ニート――フリーターでもなく失業者でもなく』（幻冬舎, 2004年／幻冬舎文庫, 2006年）
- （小杉礼子, 労働政策研究・研修機構）『子どもがニートになったなら』（日本放送出版協会［生活人新書］, 2005年）
- （斎藤珠里）『仕事とセックスのあいだ』（朝日新書, 2007年）

### 編著
- 『希望学』（中公新書ラクレ, 2006年）
- 『人手不足なのになぜ賃金が上がらないのか』（慶應義塾大学出版会, 2017年）
- 『30代の働く地図』（岩波書店，2018年）

### 共編著
- （中田喜文）『リストラと転職のメカニズム―労働移動の経済学』（東洋経済新報社, 2002年）
- （佐藤博樹）『成長と人材―伸びる企業の人材戦略』（勁草書房, 2003年）
- （東大社研・宇野重規）『希望学(1)希望を語る―社会科学の新たな地平へ』（東京大学出版会, 2009年）
- （東大社研・中村尚史）『希望学(2)希望の再生―釜石の歴史と産業が語るもの』（東京大学出版会, 2009年）
- （東大社研・中村尚史）『希望学(3)希望をつなぐ―釜石からみた地域社会の未来』（東京大学出版会, 2009年）
- （東大社研・宇野重規）『希望学(4)希望のはじまり―流動化する世界で』（東京大学出版会, 2009年）
- （東大社研）『希望学　あしたの向こうに―希望の福井、福井の希望』（東京大学出版会, 2013年）
- （東大社研・中村尚史）『〈持ち場〉の希望学: 釜石と震災、もう一つの記憶』（東京大学出版会, 2014年）
- （東大社研・有田伸）『危機対応学―明日の災害に備えるために』（勁草書房，2018年）
- （東大社研・飯田高）『危機対応の社会科学（上）―想定外を超えて』（東京大学出版会、2019年）
- （東大社研・飯田高）『危機対応の社会科学（下）―未来への手応え』（東京大学出版会、2019年）
- （東大社研・中村尚史）『地域の危機・釜石の対応―多層化する構造』（東京大学出版会、2020年）
- （青山潤）『さんりく　海の勉強室』（岩手日報社、2021年）
- （萩原牧子）『仕事から見た「2020年」ー結局、働き方は変わらなかったのか?』（慶應義塾大学出版会、2022年）
- （連合総研）『セーフティネットと集団－新たなつながりを求めて』（日経BP 日本経済新聞出版、2023年）
- （Makiko HAGIHARA）How the Pandemic Changed Work in Japan[24] -Bearing Witness through Data, Keio University Press, Trans Pacific Press, 2024.

## 受賞・受章
- 第24回サントリー学芸賞（政治・経済部門）、第45回日経・経済図書文化賞（『仕事のなかの曖昧な不安』）, 2002年
- 第3回労働関係論文優秀賞（「パートが正社員との賃金格差に納得しない理由は何か」、共著）, 2003年
- 第27回労働関係図書優秀賞（『ジョブ・クリエイション』）, 2004年[25]
- 第45回エコノミスト賞（『ジョブ・クリエイション』）, 2005年
- 第2回円城寺次郎記念賞, 2009年 [26]
- 第7回日本経済学会・石川賞, 2012年
- 平成24年度「科研費」審査委員表彰[27]
- 第33回エンジニアリング功労者賞・協会功労, 2013年[28]
- 第30回　冲永賞（『危機と雇用』），2015年度[29]
- 2022年春、紫綬褒章[30][31]

## 社会的活動
- 日本キャリアデザイン学会副会長（2012年度 - 2015年度、2018年度-2020年度）[32]
- 内閣府地方分権改革有識者会議雇用対策部会構成員（2015年9月 -2016年3月 ）[33]
- 日本キャリアデザイン学会会長[34]（2021年度-2022年度）
- 東京大学消費生活協同組合理事長[35]（2024年5月-）
- 公益財団法人　サントリー文化財団理事[36]（2024年6月-）